# Tamerlan Musaev
Tamerlan Abdulganievič Musaev (in russo Тамерлан Абдулганиевич Мусаев?; Sultan-Jangi-Jurt, 29 luglio 2001) è un calciatore russo, attaccante del CSKA Mosca.

## Carriera

### Club
Cresciuto calcisticamente nel Baltika, nel 2024 approda al CSKA Mosca.

### Nazionale
Ha giocato nella nazionale russa Under-23.
Il 5 settembre 2024 esordisce con la Russia nell'amichevole vinta 3-0 contro il Vietnam, in cui ha pure realizzato un gol.

## Statistiche

### Cronologia presenze e reti in nazionale
| Cronologia completa delle presenze e delle reti in nazionale ― Russia | Cronologia completa delle presenze e delle reti in nazionale ― Russia | Cronologia completa delle presenze e delle reti in nazionale ― Russia | Cronologia completa delle presenze e delle reti in nazionale ― Russia | Cronologia completa delle presenze e delle reti in nazionale ― Russia | Cronologia completa delle presenze e delle reti in nazionale ― Russia | Cronologia completa delle presenze e delle reti in nazionale ― Russia | Cronologia completa delle presenze e delle reti in nazionale ― Russia |
| Data                                                                  | Città                                                                 | In casa                                                               | Risultato                                                             | Ospiti                                                                | Competizione                                                          | Reti                                                                  | Note                                                                  |
| --------------------------------------------------------------------- | --------------------------------------------------------------------- | --------------------------------------------------------------------- | --------------------------------------------------------------------- | --------------------------------------------------------------------- | --------------------------------------------------------------------- | --------------------------------------------------------------------- | --------------------------------------------------------------------- |
| 5-9-2024                                                              | Hanoi                                                                 | Vietnam                                                               | 0 – 3                                                                 | Russia                                                                | Amichevole                                                            | 1                                                                     |                                                                       |
| 15-11-2024                                                            | Krasnodar                                                             | Russia                                                                | 11 – 0                                                                | Brunei                                                                | Amichevole                                                            | 1                                                                     | 60’                                                                   |
| 19-11-2024                                                            | Volgograd                                                             | Russia                                                                | 4 – 0                                                                 | Siria                                                                 | Amichevole                                                            | -                                                                     | 81’                                                                   |
| 25-3-2025                                                             | Mosca                                                                 | Russia                                                                | 5 – 0                                                                 | Zambia                                                                | Amichevole                                                            | -                                                                     | 63’                                                                   |
| Totale                                                                |                                                                       | Presenze                                                              | 4                                                                     |                                                                       | Reti                                                                  | 2                                                                     |                                                                       |

## Palmarès

### Club

#### Competizioni nazionali
- Coppa di Russia: 1

CSKA Mosca: 2024-2025
- Supercoppa di Russia: 1

CSKA Mosca: 2025